# Ulf Merbold
Ulf Merbold (ur. 20 czerwca 1941 w Greizu) – niemiecki astronauta.

## Życiorys
Studiował fizykę w Stuttgarcie, w 1976 uzyskał doktorat, po czym pracował w Instytucie Badań Metali Maksa Plancka. 18 maja 1978 został zakwalifikowany do odbycia lotu kosmicznego, po przejściu przygotowań odbył swój pierwszy lot w dniach od 28 listopada do 8 grudnia 1983 jako członek załogi misji STS-9, stając się pierwszym nie-Amerykaninem, który wziął udział w programie lotów STS oraz drugim Niemcem w kosmosie (pierwszym był Sigmund Jähn z NRD w 1978). Spędził wówczas w kosmosie 10 dni, 7 godzin i 47 minut.
Od 22 do 30 stycznia 1992 wykonywał swój drugi lot w ramach misji STS-42; spędził w kosmosie 8 dni, 1 godzinę i 14 minut. Od 3 października do 4 listopada 1994 w ramach misji Sojuz TM-20/Sojuz TM-19 odbył swój trzeci lot, spędzając w kosmosie 31 dni, 12 godzin i 35 minut.
Stowarzyszenie Uczestników Lotów Kosmicznych (Association of Space Explorers) przyznało mu Universal Astronaut Insignia za lot orbitalny (nr 131).